# The Smile of a Child
The Smile of a Child é um filme mudo norte-americano de 1911 em curta-metragem, do gênero drama, dirigido por D. W. Griffith e estrelado por Blanche Sweet.

## Elenco
- Blanche Sweet
- Edwin August
- W. Chrystie Miller
- Baden Powell